# Washington Stula
Washington Stula (lub Estula) – piłkarz urugwajski, napastnik.
Jako piłkarz klubu CA Cerro wziął udział w turnieju Copa América 1947, gdzie Urugwaj zajął trzecie miejsce. Stula zagrał w trzech meczach – Boliwią (w 26 zmienił Juana Riephoffa, a w 46 zmienił go José García), Paragwajem (w 28 zmienił go Raúl Sarro) i Peru (tylko w drugiej połowie – w przerwie meczu zmienił Héctora Magliano).